# Абрамов, Сергей Александрович (писатель)
Серге́й Алекса́ндрович Абра́мов (10 апреля 1944 — 7 апреля 2024) — советский и российский писатель-фантаст, журналист и общественный деятель. Сын писателя Александра Абрамова.

## Биография
Окончил факультет гражданской авиации Московского автодорожного института, работал мастером на строительстве аэропорта Домодедово, был оставлен на кафедре института. Работал в журнале «Смена» и газете «Правда». Долгое время возглавлял Совет по фантастической и приключенческой литературе при правлении СП РСФСР.
В 1968—1988 годах — журналист в «Литературной газете», «Правде», журналах «Смена», «Театр».
В 1988 году создал и до начала 1990-х возглавлял в качестве главного редактора еженедельную газету «Семья».
С конца 1980-х годов занимался предпринимательством в области книгоиздания, массмедиа, торговли, в 1990-х — вопросами корпоративного строительства и инвестиционной политики в ряде банковских и инвестиционных структур.
С 1997 года — первый зампред Комитета по телекоммуникациям и СМИ правительства Москвы. С 2000 года — первый заместитель начальника Главного управления внутренней политики Администрации президента Российской Федерации. В 2001—2004 годах — секретарь президентских Советов по культуре и искусству, по науке, технологиям и образованию, а также по спорту. С 2004 года — председатель наблюдательного совета и партнёр инвестиционной компании «Беринг Восток Кэпитал Партнер».
Постоянный эксперт-консультант общественной организации «Мегапроект», член Общероссийской общественной организации «Лига здоровья нации», член генерального и координационного советов общественной организации «Деловая Россия».
Лауреат Международной литературной премии Саши Чёрного.
Мастер спорта по велоспорту.
Умер 7 апреля 2024 года в возрасте 79 лет.

## Литературное творчество
Печататься начал с 1961 года.
Ранние произведения, написанные в соавторстве с отцом А. Абрамовым, представляют собой типичные образцы твёрдой научной фантастики. Наиболее известна трилогия С. и А. Абрамовых «Всадники ниоткуда» (1967), «Рай без памяти» (1968), «Серебряный вариант» (1978 — «Время против времени»; доп. 1978) о представителях чужой цивилизации, которые исследуют Землю. Первые самостоятельные произведения С. Абрамова — роман «Канатоходцы» (1972) и повесть «Волчок для Гулливера» (1973), также выдержаны в традиционном ключе научной фантастики. В более поздних произведениях постепенно отошёл от традиционных канонов жанра, переходя к приёмам, свойственным современной сказке и фэнтези.

## Фильмография
- Двое под одним зонтом (1983, реж. Г. Э. Юнгвальд-Хилькевич)
- Сезон чудес (1985, реж. Г. Э. Юнгвальд-Хилькевич)
- Выше Радуги (1986, реж. Г. Э. Юнгвальд-Хилькевич)